# As She Pleases
Singles
1. Dead
Sortie : 19 mai 2017
2. Say it to My Face
Sortie : 3 novembre 2017
3. Home with You
Sortie : 10 mars 2018

As She Pleases est le premier EP de la chanteuse américaine Madison Beer, sorti le 2 février 2018 par Access Records. Il est composé de 7 titres.

## Pistes
| As She Pleases | As She Pleases    | As She Pleases                                                            | As She Pleases                      | As She Pleases | As She Pleases | As She Pleases | As She Pleases | As She Pleases | As She Pleases |
| No             | Titre             | Auteur                                                                    | Producteur(s)                       | Durée          |                |                |                |                |                |
| -------------- | ----------------- | ------------------------------------------------------------------------- | ----------------------------------- | -------------- | -------------- | -------------- | -------------- | -------------- | -------------- |
| 1.             | Dead              | - Britanny "Delacey" Amaradio - Michael Leary - Madison Love              | - Michael Keenan                    | 3:14           |                |                |                |                |                |
| 2.             | Fools             | - Madison Beer - Jeremy Dussolliet - Timothy Sommers                      | Kinetics & One Love                 | 3:38           |                |                |                |                |                |
| 3.             | HeartLess         | - Beer - Amaradio - Jordan Johnson - Stefan Johnson - Marcus Lomax - Love | - The Monsters & Strangerz - German | 2:38           |                |                |                |                |                |
| 4.             | Tyler Durden      | - Beer - Dussolliet - Sommers                                             | Kinetics & One Love                 | 2:07           |                |                |                |                |                |
| 5.             | Home with You     | - Beer - Rachel Keen - Fred Gibson - Leroy Clampitt - Janée Bennett       | Big Taste                           | 3:10           |                |                |                |                |                |
| 6.             | Teenager in Love  | - Beer - Dussolliet - Sommers                                             | Kinetics & One Love                 | 3:34           |                |                |                |                |                |
| 7.             | Say It to My Face | - Sarah Aarons - Fred Ball - Dayyon Alexander                             | - Ball                              | 3:09           |                |                |                |                |                |
| 21:30          |                   |                                                                           |                                     |                |                |                |                |                |                |

### Classements hebdomadaires
| Classement (2021)               | Meilleure position |
| ------------------------------- | ------------------ |
| Australie (ARIA)                | 64                 |
| Autriche (Ö3 Austria Top 40)    | 68                 |
| Canada (Canadian Albums)        | 62                 |
| France (SNEP Téléchargement)    | 27                 |
| Irlande (IRMA)                  | 38                 |
| Nouvelle-Zélande (RIANZ)        | 3                  |
| Royaume-Uni (UK Albums Chart)   | 16                 |
| Suisse (Schweizer Hitparade)    | 68                 |
| Écosse (OCC)                    | 91                 |
| États-Unis (Billboard 200)      | 93                 |
| États-Unis (Independent Albums) | 8                  |